# 河内森駅
河内森駅（かわちもりえき）は、大阪府交野市私市一丁目にある、京阪電気鉄道交野線の駅。駅番号はKH66。
京阪の駅の中では、唯一旧令制国名（河内）が冠されている駅である。

## 当駅からの接続路線
- 西日本旅客鉄道（JR西日本）
  - 片町線（学研都市線）：河内磐船駅 北へ約300 m。

## 歴史
単線時代は現在の下り線のレール敷地に当たる部分に1面1線の単式ホーム（枚方市寄りに改札口を備える。線路は現在の上り線）のみ、いわゆる棒線駅であったが1992年に複線化に伴う大規模な工事により改札口の地下化・ホームの移設、私市行きホームを新設して現在の駅となった。
バリアフリー対策は、複線化後も枚方市行きホームのみ車イス用利用者専用のスロープと出入り口が設置されているだけであったが、2010年3月にエレベーター3基と多目的トイレが設置された。

### 年表
- 1930年（昭和5年）10月21日：信貴生駒電鉄枚方線の駅として、交野（現・交野市） - 私市間に新設開業。
- 1939年（昭和14年）5月1日：路線譲渡により交野電気鉄道の駅となる。
- 1945年（昭和20年）
  - 5月1日：会社合併により京阪神急行電鉄の駅となる。
  - 9月15日：輸送混乱防止のため、使用を中止[2]。
- 1948年（昭和23年）5月1日：営業再開、同時に交野駅と当駅の間にあった京阪神磐船駅を廃止[2]。
- 1949年（昭和24年）12月1日：会社分離により京阪電気鉄道の駅となる。
- 1959年（昭和34年）7月15日：ホーム延伸、上家改築[2]。
- 1968年（昭和43年）12月1日：ホーム延伸・駅舎改良[2]。
- 1992年（平成4年）
  - 2月8日：現在の枚方市行きホームと地下コンコース西側部分の使用開始[3]。
  - 6月：冷房付き待合室設置[4]。
  - 9月12日：当駅から0.1 km枚方市駅寄りの森信号所から私市駅まで複線化し、1面1線から2面2線化となる[5]。併せて、地下コンコースと各ホーム間・コンコースと東口にエスカレーター計3基を使用開始[6]。
- 2010年（平成22年）3月23日：エレベーター・多目的トイレの設置工事が竣工、使用開始[注 2]。

## 駅構造

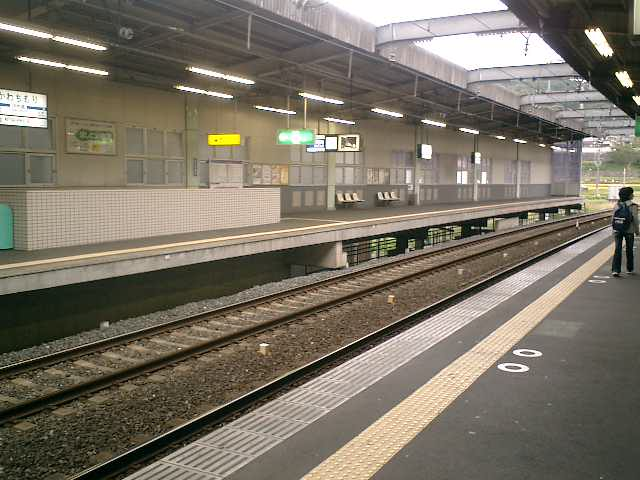
ホーム（2005年10月）

相対式2面2線のホームを持つ地平駅。改札・コンコースは地下化されており、入口は踏切を挟んで両側にある。改札口は地下の1か所のみ。枚方市方面行ホームには上りエスカレーター、私市行ホームには下りエスカレーター、車イス対応のエレベーター3基、車イス・オストメイト対応の多目的トイレも枚方市行きホームに設置されている。

### のりば
| 番線 | 路線    | 方向 | 行先       |
| ---- | ------- | ---- | ---------- |
| 1    | ■交野線 | 上り | 枚方市方面 |
| 2    | ■交野線 | 下り | 私市方面   |

- ホーム有効長は5両。

## 利用状況
- 2019年（令和元年）度のある特定日における1日乗降人員は11,320人である。
- 鴨東線を除く京阪の支線の駅では最も乗降客数が多い。

| 年度   | 特定日   | 特定日   | 出典        |
| 年度   | 乗降人員 | 乗車人員 | 出典        |
| ------ | -------- | -------- | ----------- |
| 2000年 | 10,376   | 5,190    | [ 統計 1 ]  |
| 2001年 | -        | -        |             |
| 2002年 | 9,267    | 4,395    | [ 統計 2 ]  |
| 2003年 | 10,365   | 5,208    | [ 統計 3 ]  |
| 2004年 | 10,405   | 5,235    | [ 統計 4 ]  |
| 2005年 | 10,420   | 5,247    | [ 統計 5 ]  |
| 2006年 | 10,869   | 5,399    | [ 統計 6 ]  |
| 2007年 | 10,627   | 5,332    | [ 統計 7 ]  |
| 2008年 | 10,748   | 5,365    | [ 統計 8 ]  |
| 2009年 | 10,836   | 5,453    | [ 統計 9 ]  |
| 2010年 | 10,846   | 5,504    | [ 統計 10 ] |
| 2011年 | 10,709   | 5,349    | [ 統計 11 ] |
| 2012年 | 10,370   | 5,177    | [ 統計 12 ] |
| 2013年 | 10,658   | 5,352    | [ 統計 13 ] |
| 2014年 | 10,945   | 5,471    | [ 統計 14 ] |
| 2015年 | 11,129   | 5,621    | [ 統計 15 ] |
| 2016年 | 10,789   | 5,382    | [ 統計 16 ] |
| 2017年 | 11,126   | 5,525    | [ 統計 17 ] |
| 2018年 | 11,143   | 5,516    | [ 統計 18 ] |
| 2019年 | 11,320   | 5,597    | [ 統計 19 ] |

## 駅周辺
駅周辺は住宅街。駅を出て東側の道を北上すると片町線（学研都市線）河内磐船駅、西側へ行くと交野市水道局の前を抜けて国道168号へとつながる。
- 交野市水道局私市浄水場
- 交野市消防本部・消防署
- 交野市立第四中学校
- 天野川緑地 - 天野川と大阪府道736号線が交差する交野橋のそばに、藤原為家が天野川を詠んだ歌を刻んだ碑がある。
- フレンドタウン交野
- 第二京阪道・国道1号バイパス
- 大阪府道・京都府道736号交野久御山線バイパス

## 隣の駅
京阪電気鉄道
交野線
交野市駅 (KH65) - 河内森駅 (KH66) - 私市駅 (KH67)
- 括弧内は駅番号を示す。